# Kia Opirus
Kia Opirus er en personbil i den øvre mellemklasse fra den sydkoreanske Kia-koncern. Den blev introduceret i 2003, mens den officielle import i Danmark ophørte ved udgangen af 2007. Modellen sælges dog fortsat i bl.a. Tyskland og Frankrig. I USA sælges den under navnet Kia Amanti.

## Specifikationer[1][2]
|                                | 3.5                                   | 3.8                                   |
| ------------------------------ | ------------------------------------- | ------------------------------------- |
| Motortype                      | V6-motor 24V DOHC                     | V6-motor 24V DOHC                     |
| Boring x slaglængde (mm)       | 93,0 x 85,8                           | 96,0 x 87,1                           |
| Slagvolume (cm³)               | 3.497                                 | 3.780                                 |
| Kompressionsforhold            | 10,0:1                                | 10,4:1                                |
| Effekt/omdr.                   | 149 kW (202 hk)/5.500                 | 196 kW (266 hk)/6.000                 |
| Moment/omdr.                   | 298 Nm/3.500                          | 353 Nm/4.500                          |
| Effekt/liter                   | 42,6 kW (58 hk)                       | 52,1 kW (71 hk)                       |
| Type transmission              | 5-trins automatisk, forhjulstræk, ESP | 5-trins automatisk, forhjulstræk, ESP |
| Topfart                        | 220 km/t                              | 230 km/t                              |
| Acceleration 0–100 km/t (sek.) | 9,2                                   | 7,5                                   |